# Hronsek
Hronsek (Hongaars: Garamszeg, Duits: Zwickelsdorf) is een Slowaakse gemeente in de regio Banská Bystrica, en maakt deel uit van het district Banská Bystrica.
Hronsek telt 606 inwoners.
Hronsek heeft internationale bekendheid gekregen door de houten kerk uit 1726, die sinds 2008 op de werelderfgoedlijst is vermeld. Daarnaast heeft Hronsek een Renaissanceslot uit 1576.

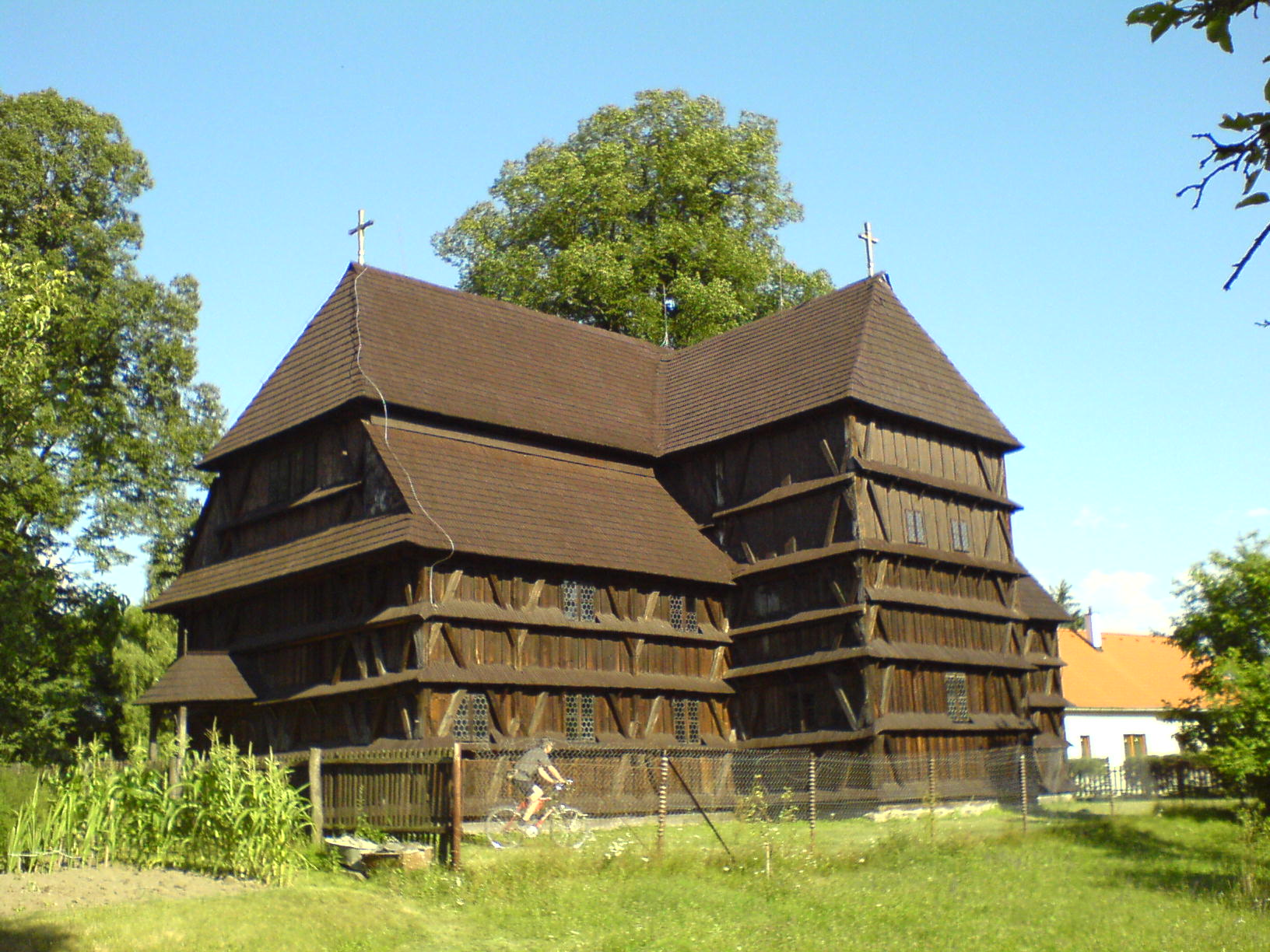
Houten kerk
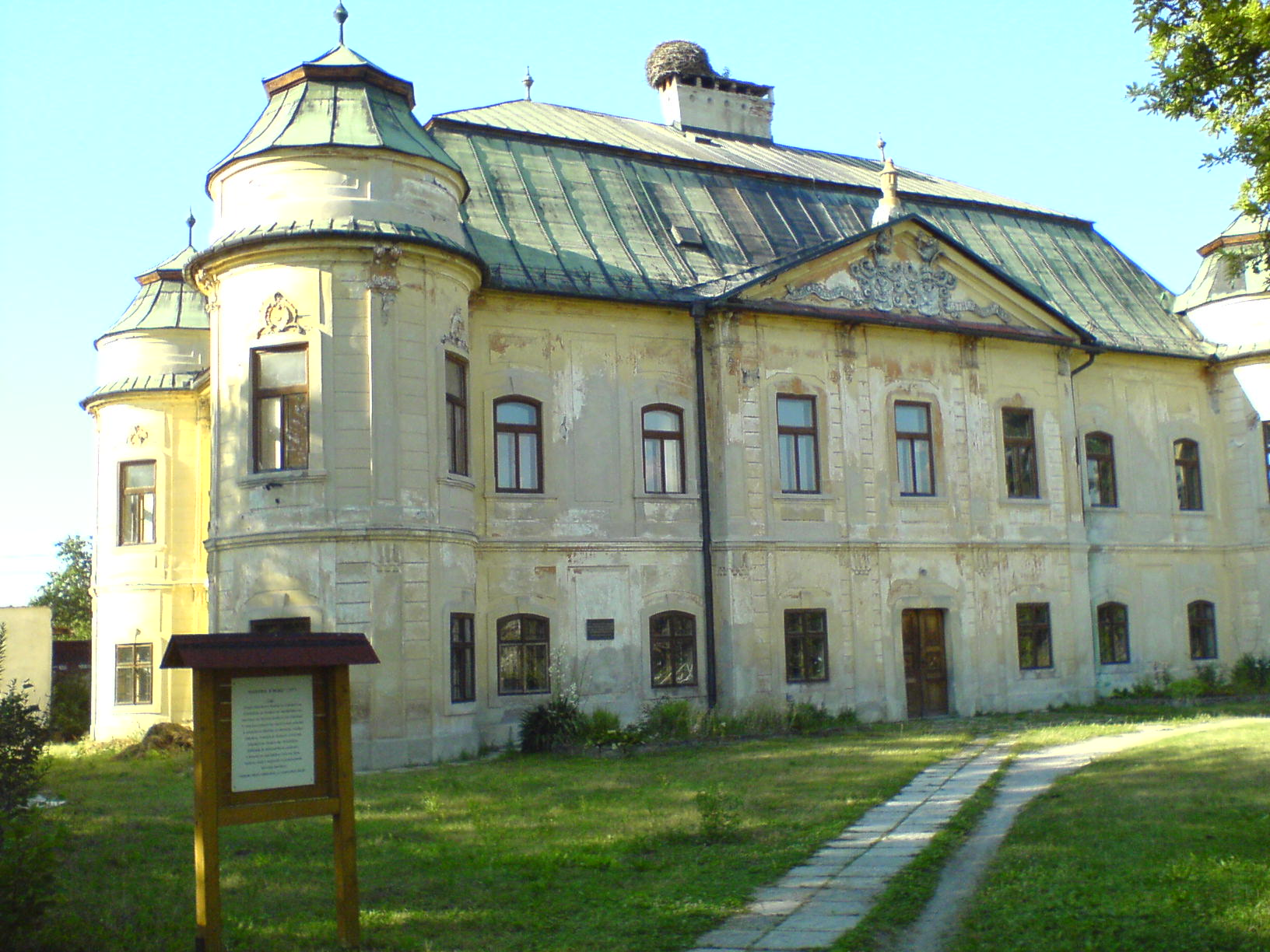
Renaissanceslot